# Lijst van voetbalinterlands Argentinië - Hongarije
Deze lijst van voetbalinterlands is een overzicht van alle officiële voetbalwedstrijden tussen de nationale teams van Argentinië en Hongarije. De landen hebben tot op heden zeven keer tegen elkaar gespeeld. De eerste ontmoeting was tijdens het Wereldkampioenschap voetbal 1962 en werd gespeeld in Rancagua op 6 juni 1962. Het laatste duel, een vriendschappelijke wedstrijd, vond plaats op 17 augustus 2005 in Boedapest.

## Wedstrijden
| № | Plaats       | Datum            | Competitie        | Wedstrijd              | Uitslag |
| - | ------------ | ---------------- | ----------------- | ---------------------- | ------- |
| 1 | Rancagua     | 6 juni 1962      | WK 1962           | Hongarije − Argentinië | 0 − 0   |
| 2 | Boedapest    | 27 maart 1976    | Vriendschappelijk | Hongarije − Argentinië | 2 − 0   |
| 3 | Buenos Aires | 27 februari 1977 | Vriendschappelijk | Argentinië − Hongarije | 5 − 1   |
| 4 | Buenos Aires | 2 juni 1978      | WK 1978           | Argentinië − Hongarije | 2 − 1   |
| 5 | Alicante     | 18 juni 1982     | WK 1982           | Argentinië − Hongarije | 4 − 1   |
| 6 | Rosario      | 19 februari 1991 | Vriendschappelijk | Argentinië − Hongarije | 2 − 0   |
| 7 | Boedapest    | 17 augustus 2005 | Vriendschappelijk | Hongarije − Argentinië | 1 − 2   |

## Samenvatting
| Competitie        | Totaal gespeeld | Winst Argentinië | Gelijk | Winst Hongarije | Doelsaldo Argentinië – Hongarije |
| ----------------- | --------------- | ---------------- | ------ | --------------- | -------------------------------- |
| WK-eindronde      | 3               | 2                | 1      | 0               | 6 − 2                            |
| Vriendschappelijk | 4               | 3                | 0      | 1               | 9 − 4                            |
| Totaal            | 7               | 5                | 1      | 1               | 15 − 6                           |

Wedstrijden bepaald door strafschoppen worden, in lijn met de FIFA, als een gelijkspel gerekend.

## Details

### Vierde ontmoeting
| WK 1978 (Buenos Aires, Argentinië, 2 juni 1978): |       |                  |
| Argentinië                                       | 2 – 1 | Hongarije        |
| Leopoldo Luque 15' Daniel Bertoni 83'            | goals | 10' Károly Csapó |

### Vijfde ontmoeting
| WK 1982 (Alicante, Spanje, 18 juni 1982):                                    |       |                    |
| Argentinië                                                                   | 4 – 1 | Hongarije          |
| Daniel Bertoni 26' Diego Maradona 28' Diego Maradona 57' Osvaldo Ardiles 60' | goals | 76' Gábor Pölöskei |

### Zevende ontmoeting
| Vriendschappelijk (Boedapest, Hongarije, 17 augustus 2005): |       |                                       |
| Hongarije                                                   | 1 – 2 | Argentinië                            |
| Sandor Torghelle 29'                                        | goals | 19' Maxi Rodriguez 62' Gabriel Heinze |

AUF · A-internationals · Selecties · Bondscoaches · Argentijns vrouwenelftal · Olympisch elftal · Argentinië U21 · Argentinië U20 · Argentinië U19 · Argentinië U18 · Argentinië U17
1900 – 1909 ·
1910 – 1919 ·
1920 – 1929 ·
1930 – 1939 ·
1940 – 1949 ·
1950 – 1959 ·
1960 – 1969 ·
1970 – 1979 ·
1980 – 1989 ·
1990 – 1999 ·
2000 – 2009 ·
2010 – 2019 ·
2020 − 2029
WK 1930 · 
WK 1934 · 
WK 1958 · 
WK 1962 · 
WK 1966 · 
WK 1974 · 
WK 1978 · 
WK 1982 · 
WK 1986 · 
WK 1990 · 
WK 1994 · 
WK 1998 · 
WK 2002 · 
WK 2006 · 
WK 2010 · 
WK 2014 · 
WK 2018 ·
WK 2022
OS 1928 · 
OS 1988 · 
OS 1996 · 
OS 2004 · 
OS 2008 · 
OS 2016 · 
OS 2020
1902 · 
1903 · 
1904 · 
1905 · 
1906 · 
1907 · 
1908 · 
1909 ·
1910 · 
1911 · 
1912 · 
1913 · 
1914 · 
1915 · 
1916 · 
1917 · 
1918 · 
1919 ·
1920 · 
1921 · 
1922 · 
1923 · 
1924 · 
1925 · 
1926 · 
1927 · 
1928 · 
1929 ·
1930 · 
1931 · 
1932 · 
1933 · 
1934 · 
1935 · 
1936 · 
1937 · 
1938 · 
1939 ·
1940 · 
1941 · 
1942 · 
1943 · 
1944 · 
1945 · 
1946 · 
1947 · 
1948 · 1949 · 
1950 · 
1951 · 
1952 · 
1953 · 
1954 · 
1955 · 
1956 · 
1957 · 
1958 · 
1959 ·
1960 · 
1961 · 
1962 · 
1963 · 
1964 · 
1965 · 
1966 · 
1967 · 
1968 · 
1969 ·
1970 · 
1971 · 
1972 · 
1973 · 
1974 · 
1975 · 
1976 · 
1977 · 
1978 · 
1979 ·
1980 · 
1981 · 
1982 · 
1983 · 
1984 · 
1985 · 
1986 · 
1987 · 
1988 · 
1989 ·
1990 ·
1991 · 
1992 · 
1993 · 
1994 · 
1995 · 
1996 · 
1997 · 
1998 · 
1999 · 
2000 · 
2001 · 
2002 · 
2003 · 
2004 · 
2005 · 
2006 · 
2007 · 
2008 · 
2009 · 
2010 · 
2011 · 
2012 · 
2013 · 
2014 ·
2015 ·
2016 ·
2017 ·
2018 ·
2019 ·
2020 ·
2021 ·
2022 ·
2023
Albanië ·
Algerije ·
Angola ·
Australië ·
België ·
Bolivia ·
Bosnië en Herzegovina · 
Brazilië ·
Bulgarije ·
Canada ·
Chili ·
China ·
Colombia ·
Costa Rica · 
Curaçao ·
Denemarken ·
DDR ·
Duitsland ·
Ecuador ·
Egypte ·
El Salvador ·
Engeland ·
Estland ·
Frankrijk ·
Ghana ·
Griekenland ·
Guatemala ·
Haïti ·
Honduras ·
Hongarije ·
Hongkong ·
Ierland ·
IJsland ·
India ·
Indonesië ·
Irak ·
Iran ·
Israël ·
Italië ·
Ivoorkust ·
Jamaica ·
Japan ·
Joegoslavië ·
Kameroen ·
Kroatië ·
Libië ·
Litouwen · 
Marokko ·
Mexico ·
Nederland ·
Nicaragua ·
Nigeria ·
Noord-Ierland ·
Noorwegen ·
Oostenrijk ·
Panama ·
Paraguay ·
Peru ·
Polen ·
Portugal · 
Qatar ·
Roemenië ·
Rusland · 
Saoedi-Arabië · 
Schotland ·
Servië en Montenegro ·
Singapore ·
Slovenië ·
Slowakije ·
Sovjet-Unie ·
Spanje ·
Trinidad en Tobago ·
Tsjecho-Slowakije ·
Tunesië ·
Uruguay ·
Venezuela ·
Verenigde Arabische Emiraten ·
Verenigde Staten ·
Wales ·
Wit-Rusland · 
Zuid-Afrika ·
Zuid-Korea ·
Zweden ·
Zwitserland
Australië (2022) ·
België (2014) ·
Bosnië en Herzegovina (2014) ·
Brazilië (1982) ·
Brazilië (2005) ·
Denemarken (1995) ·
Duitsland (2006) ·
Duitsland (2014) ·
Frankrijk (2018) ·
Frankrijk (2022) ·
IJsland (2018) ·
Iran (2014) ·
Italië (1982) ·
Ivoorkust (2006) ·
Kroatië (2018) ·
Kroatië (2022) ·
Mexico (2006) ·
Nederland (1978) ·
Nederland (2006) ·
Nederland (2014) ·
Nederland (2022) ·
Nigeria (2010) ·
Nigeria (2014) ·
Nigeria (2018) ·
Saoedi-Arabië (1992) ·
Saoedi-Arabië (2022) · 
Servië en Montenegro (2006) ·
West-Duitsland (1986) · West-Duitsland (1990) ·
Zwitserland (2014)
MLSZ · A-internationals · Selecties · Bondscoaches · Hongaars vrouwenelftal · Olympisch elftal · Hongarije U21 · Hongarije U20 · Hongarije U19 · Hongarije U18 · Hongarije U17 · Hongarije U16
1902 – 1919 · 
1920 – 1929 · 
1930 – 1939 · 
1940 – 1949 · 
1950 – 1959 · 
1960 – 1969 · 
1970 – 1979 · 
1980 – 1989 · 
1990 – 1999 · 
2000 – 2009 · 
2010 – 2019 ·
2020 − 2029
EK's:
1964 · 
1972 · 
2016 ·
2020 ·
2024
WK's:
1934 · 
1938 · 
1954 · 
1958 · 
1962 · 
1966 · 
1978 · 
1982 · 
1986
OS:
1912 · 
1924 · 
1936 · 
1952 · 
1960 · 
1964 · 
1968 · 
1972 · 
1996
1902 · 
1903 · 
1904 · 
1905 · 
1906 · 
1907 · 
1908 · 
1909 · 
1910 · 
1911 · 
1912 · 
1913 · 
1914 · 
1915 · 
1916 · 
1917 · 
1918 · 
1919 · 
1920 · 
1921 · 
1922 · 
1923 · 
1924 · 
1925 · 
1926 · 
1927 · 
1928 · 
1929 · 
1930 · 
1931 · 
1932 · 
1933 · 
1934 · 
1935 · 
1936 · 
1937 · 
1938 · 
1939 · 
1940 · 
1941 · 
1942 · 
1943 · 
1944 · 
1945 · 
1946 · 
1947 · 
1948 · 
1949 · 
1950 · 
1952 · 
1952 · 
1953 · 
1954 · 
1955 · 
1956 · 
1957 · 
1958 · 
1959 · 
1960 · 
1961 · 
1962 · 
1963 · 
1964 · 
1965 · 
1966 · 
1967 · 
1968 · 
1969 · 
1970 · 
1971 · 
1972 · 
1973 · 
1974 · 
1975 · 
1976 · 
1977 · 
1978 · 
1979 · 
1980 · 
1981 · 
1982 · 
1983 · 
1984 · 
1985 · 
1986 · 
1987 · 
1988 · 
1989 · 
1990 · 
1991 · 
1992 · 
1993 · 
1994 · 
1995 · 
1996 · 
1997 · 
1998 · 
1999 · 
2000 · 
2001 · 
2002 · 
2003 · 
2004 · 
2005 · 
2006 · 
2007 · 
2008 · 
2009 · 
2010 · 
2011 · 
2012 · 
2013 · 
2014 · 
2015 ·
2016 ·
2017 ·
2018 ·
2019 ·
2020 ·
2021 ·
2022 ·
2023 ·
2024
Albanië ·
Algerije ·
Andorra · 
Antigua en Barbuda ·
Argentinië ·
Armenië ·
Australië ·
Azerbeidzjan ·
België ·
Bohemen ·
Bolivia ·
Bosnië en Herzegovina ·
Brazilië ·
Bulgarije ·
Canada ·
Chili ·
China ·
Colombia ·
Costa Rica ·
Cyprus ·
Denemarken ·
DDR ·
Duitsland ·
Egypte ·
El Salvador ·
Engeland ·
Estland ·
Faeröer ·
Finland ·
Frankrijk ·
Georgië ·
Griekenland ·
Ierland ·
IJsland ·
India ·
Iran ·
Israël ·
Italië ·
Ivoorkust ·
Japan ·
Joegoslavië ·
Jordanië ·
Kazachstan · 
Koeweit ·
Kosovo · 
Kroatië ·
Letland ·
Libanon ·
Liechtenstein ·
Litouwen ·
Luxemburg ·
Malta ·
Mexico ·
Moldavië ·
Montenegro ·
Nederland ·
Nederlands-Indië ·
Nieuw-Zeeland ·
Noord-Ierland ·
Noord-Macedonië ·
Noorwegen ·
Oekraïne ·
Oostenrijk ·
Paraguay ·
Peru ·
Polen ·
Portugal ·
Qatar ·
Roemenië ·
Rusland ·
San Marino ·
Saoedi-Arabië ·
Schotland ·
Servië ·
Slovenië ·
Slowakije ·
Sovjet-Unie ·
Spanje ·
Tsjechië ·
Tsjecho-Slowakije ·
Turkije ·
Uruguay ·
Verenigde Arabische Emiraten ·
Verenigde Staten ·
Verenigd Koninkrijk ·
Wales ·
Wit-Rusland ·
Zuid-Korea ·
Zweden ·
Zwitserland
Brazilië (1954) · 
Duitsland (2021) ·
Frankrijk (2021) · 
IJsland (2016) · 
Italië (1938) · 
Oostenrijk (2016) · 
Portugal (2021) · 
West-Duitsland (1954, 2)